# Dux Fahrradwerke
Dux Fahrradwerke (russisch Завод Дукс, auch: Duks) war ein russischer Hersteller von Fahrrädern, Motorrädern, Automobilen und Flugzeugen. Außerdem entstand mindestens ein Luftschiff.

## Unternehmensgeschichte

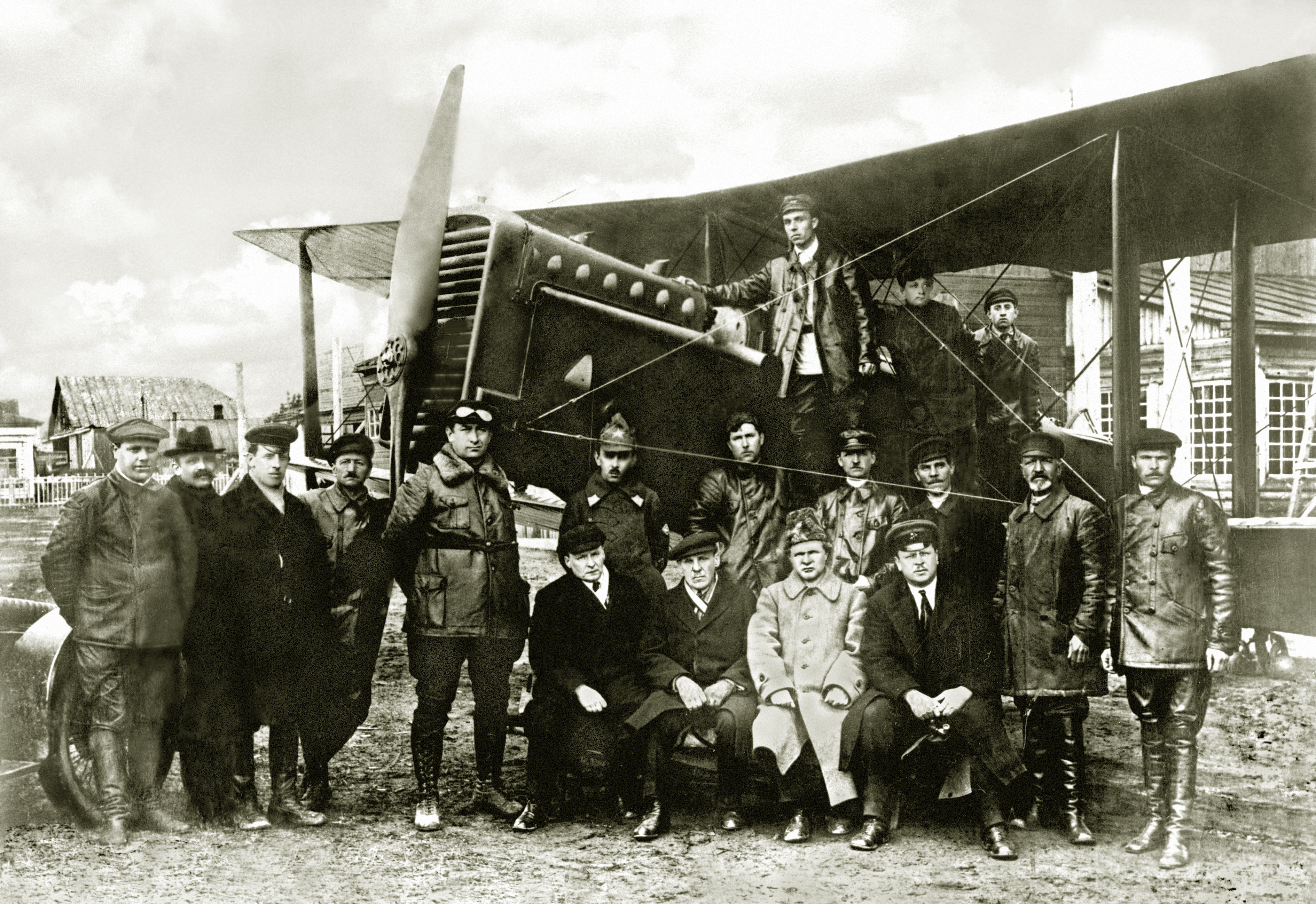
Duks-Angehörige auf dem Werksgelände vor einem dort gebauten R-1-Flugzeug (1923)

Juri Alexandrowitsch Meller (auch Möller geschrieben) gründete 1900 in Moskau ein Unternehmen zur Produktion von Fahrrädern, das den Markennamen Dux führte. 1902 begann die Produktion von Automobilen. 1906 oder 1907 endete die Produktion. Insgesamt entstanden etwa 200 Automobile. 1908 begann die Produktion von Motorrädern. Bis zum Ausbruch des Ersten Weltkriegs entstanden etwa 400 Motorräder. 1910 oder 1911 begannen Versuche mit Flugzeugen. In der Folgezeit entwickelte sich Duks zu einer der führenden Produktionsstätten der Luftfahrtindustrie des Landes. So entstand hier das erste russische Militärluftschiff, die Jastreb. Nach Erweiterung der Produktionsflächen wurden ab 1913 Lizenzbauten französischer Nieuport- und Farman-Typen hergestellt. Der Ausbruch des Ersten Weltkrieges bewirkte eine starke Vergrößerung der Produktion und es kamen noch Typen von Morane-Saulnier und Voisin hinzu. Lag der Jahresausstoß 1914 bei 180 Flugzeugen, so steigerte er sich bis 1917 auf 492. Auch nach der Oktoberrevolution wurden weiterhin französische Muster gebaut. 1918 wurden die Duks-Werke zum Staatlichen Flugzeugwerk Nr. 1 (Государственный авиационный завод, Gossudarstwenny awiazionny sawod), abgekürzt GAS-1. Ab den 1920er Jahren erfolgte die Produktion von selbstentwickelten Modellen wie der von Nikolai Polikarpow konstruierten U-2 und der R-5. Auch in den 1930er Jahren wurden dessen Entwicklungen gebaut (I-15, I-16 und I-153). Im Zweiten Weltkrieg produzierte das GAS-1 ausschließlich Militärflugzeuge wie die IL-2. Nach Kriegsende erfolgte die Umorientierung auf zivile Modelle von Sergei Iljuschin wie die IL-12, IL-14 und IL-18. Seit 1962 wurden und werden ausschließlich Typen von Mikojan-Gurewitsch (MiG) hergestellt (MiG-21, MiG-23 und MiG-29). 1995 wurde MiG Teil der Moskauer Luftfahrtindustriegesellschaft (Московское авиационное производственное объединение, Moskowskoje awiazionnoje proiswodytwennoje obedinenije), kurz MAPO, und firmiert seither unter MAPO MiG.

## Fahrzeuge

### Automobile
1901 wurden Automobile und Dreirad-Fahrzeuge (Bezeichnung „Tour de France“) Lizenz DeDion-Bouton hergestellt. Eingebaut wurden Cudell-Motoren, die Motoren wurden auch als Stationär-Motoren vertrieben.

#### Elektrofahrzeuge
1902 entstanden die ersten Modelle mit Elektromotor. Dabei handelte es sich um Busse für Hotels. Die Fahrzeuge hatten einen Radstand von 285 cm, waren 430 cm lang, 190 cm breit sowie 270 cm hoch und boten zehn Passagieren Platz. Die Höchstgeschwindigkeit war mit 20 km/h angegeben, und die Reichweite mit 60 km.

#### Dampfwagen
1903 stellte Alexandr Basilewski einen dreirädrigen Dampfwagen her. Er stand in Kontakt zu Dux, aber die exakte Verbindung zu Dux ist unklar.

#### Benzinwagen
Das einzige benzingetriebene Modell war das Duxomobil. Es war eine Lizenzfabrikation des Oldsmobile Curved Dash. Für den Antrieb sorgte ein Einzylindermotor mit 1940 cm³ Hubraum und 4 PS Leistung. Die Höchstgeschwindigkeit war mit 35 km/h angegeben. Eines dieser Fahrzeuge wurde 1907 das erste motorisierte Taxi in Moskau.

### Motorräder
Für den Antrieb der Motorräder sorgte ein V2-Motor von Moto Rêve mit 275 cm³ Hubraum und 2 PS Leistung. Ab etwa 1912 wurde der Hubraum auf 294 cm³ und die Motorleistung auf 2,5 PS erhöht. Ein Motorrad nahm 1985 an einer Motorradveteranenfahrt in Riga teil.